# Math.h
math.h je hlavičkový soubor standardní knihovny jazyka C, bývá také součástí jazyka C++. Tato knihovna implementuje matematické funkce pro reálná čísla (např. goniometrické funkce, logaritmy) s přesností double. Od standardu C99 definuje také funkce pro čísla s přesností float a long double. (Může obsahovat konstanty např. Ludolfovo číslo, Eulerovo číslo, ...). Hlavičkový soubor se do zdrojového kódu vkládá pomocí direktivy preprocesoru #include <math.h> (v C).  V C++ oficiální standard místo math.h definuje knihovnu cmath, která implementuje stejnojmenné funkce jako math.h, musíme se tedy rozhodnout, kterou knihovnu chceme použít. Hlavička knihovny cmath se vkládá příkazem #include <cmath>, ale použití math.h v C++ z důvodu zpětné kompatibility také funguje.

## Základní funkce knihovny math.h
Funkce knihovny math.h mají většinou "základní" variantu, která je v C-jazyku realizována s přesností double a potom variantu pro přesnost float a pro přesnost long double. Například:
- základní varianta je funkce sin, která má argument typu double a vrací hodnotu sinu v přesnosti double,
- funkce sinf má argument typu float a vrací hodnotu sinu jako float
- funkce sinl má argument typu long double a vrací hodnotu sinu jako long double

V jazyce C++ funguje math.h trochu odlišně, protože základní varianta funkce je definována s pomocí přetížení pro všechny přesnosti. U funkce sin potom záleží typ návratové hodnoty na typu argumentu:
- sin s argumentem typu float vrátí typ float
- sin s argumentem typu double vrátí typ double
- sin s argumentem typu long double vrátí typ long double

Varianty funkcí s přesností double a long double (tj. např. sinf a sinl) fungují v C++ stejně jako v klasickém C-jazyku.
| Funkce                | Popis                                                                | typ                        |
| --------------------- | -------------------------------------------------------------------- | -------------------------- |
| fabs, fabsf, fabsl    | absolutní hodnota                                                    | double, float, long double |
| sqrt, sqrtf, sqrtl    | druhá odmocnina                                                      | double, float, long double |
| pow, powf, powl       | umocňování                                                           | double, float, long double |
| log, logf, logl       | přirozený logaritmus                                                 | double, float, long double |
| log10, log10f, log10l | logaritmus se základem 10                                            | double, float, long double |
| sin, sinf, sinl       | sinus                                                                | double, float, long double |
| cos, cosf, cosl       | kosinus                                                              | double, float, long double |
| tan, tanf, tanl       | tangens                                                              | double, float, long double |
| acos, acosf, acosl    | arcus cosinus                                                        | double, float, long double |
| asin, asinf, asinl    | arcus sinus                                                          | double, float, long double |
| atan, atanf, atanl    | arcus tangens                                                        | double, float, long double |
| atan2, atan2f, atan2l | arcus tangens                                                        | double, float, long double |
| sinh, sinhf, sinhl    | hyperbolický sinus                                                   | double, float, long double |
| cosh, coshf, coshl    | hyperbolický cosinus                                                 | double, float, long double |
| tanh, tanhf, tanhl    | hyperbolický tangens                                                 | double, float, long double |
| ceil, ceilf, ceill    | vrátí nejbližší celé číslo ne menší než argument (zaokrouhlí nahoru) | double, float, long double |
| floor, floorf, floorl | vrátí nejbližší celé číslo ne větší než argument (zaokrouhlí dolů)   |                            |

## Příklad použití
Uvedený příklad by měl fungovat v jazyce C i C++.
Funkce pow(x,y) (z anglického power, což znamená umocňovat) umocňuje reálný základ x reálným číslem y. Číslo x nesmí být záporné, pokud není y celé číslo. Číslo x nesmí být nulové, pokud je y menší nebo rovné 0. Záporných hodnot se můžeme zbavit použitím funkce fabs(x) .

Funkci pow je možné použít i pro odmocňování, například pow(x, 1./2.), je druhá odmocnina z x. Pro druhou odmocninu je lepší použít funkci sqrt(x).
```
#include
 
<math.h>

#include
 
<stdio.h>

int
 
main
()

{

    
double
 
x
,
 
y
,
 
z
;

    
printf
(
"Zadejte cislo:"
);

    
scanf
(
"%lf"
,
 
&
x
);

    
y
 
=
 
sqrt
(
x
);

    
z
 
=
 
pow
(
x
,
 
3.
);

    
printf
(
"Druha odmocnina: %f
\n
"
,
 
y
);

    
printf
(
"Treti mocnina: %f
\n
"
,
 
z
);

    
return
 
0
;

}

```